# Elias van Praag

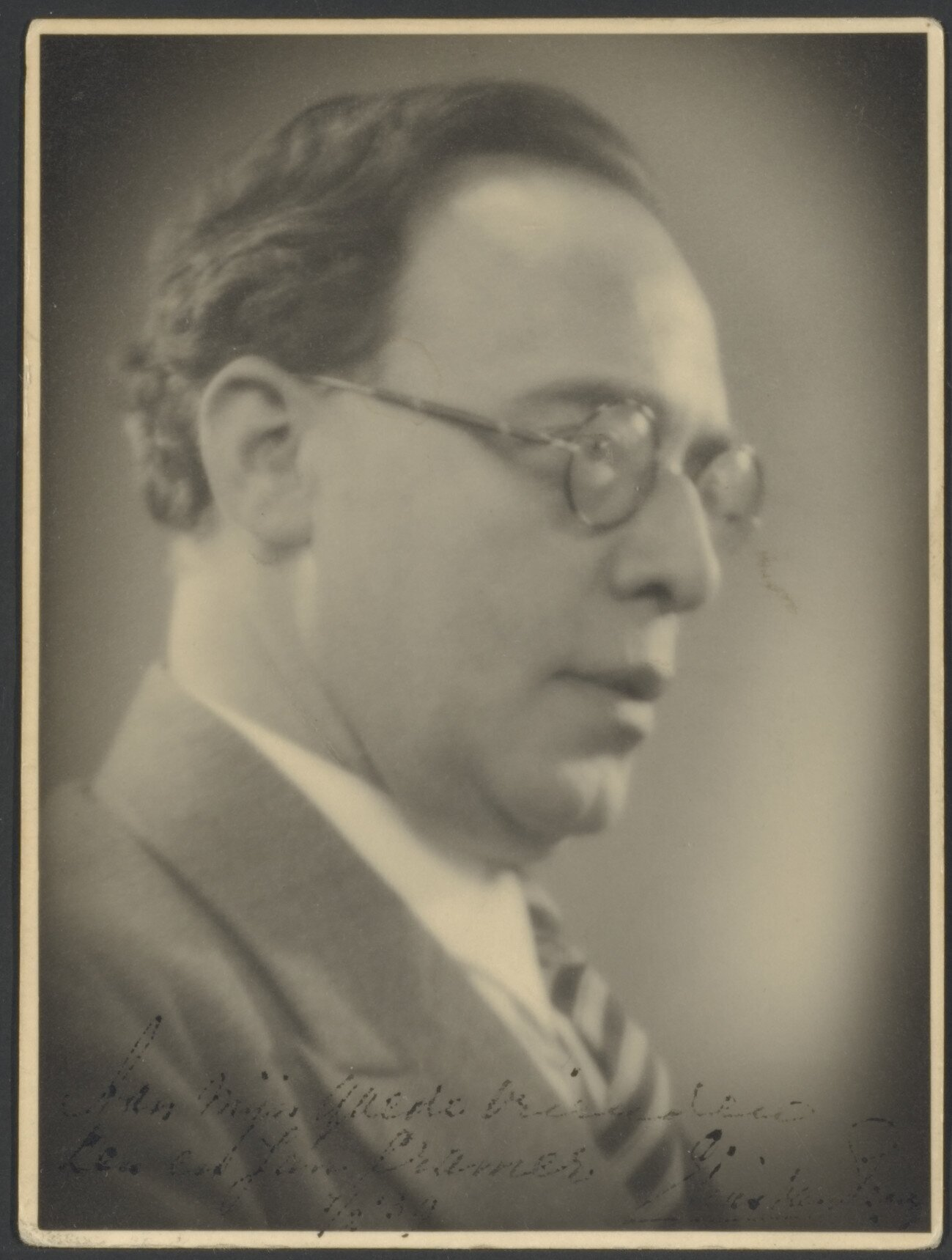
Elias van Praag (1939)

Elias van Praag (* 7. Juni 1884 in Amsterdam; † 16. Dezember 1942 im KZ Mauthausen) war ein niederländischer Schauspieler.

## Leben

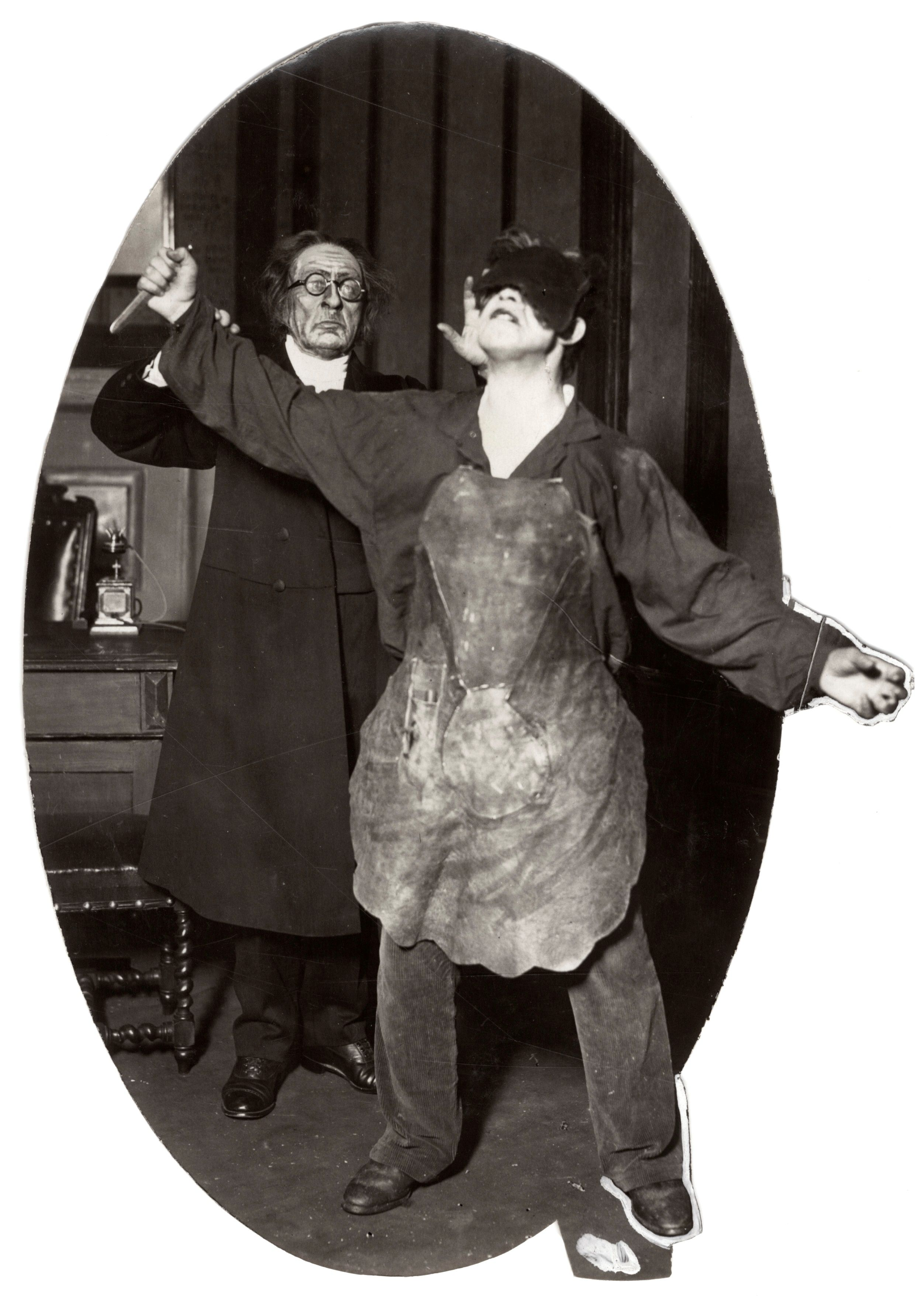
Willem Royaards und Elias van Praag (1924)

Elias van Praag war der Sohn des Salomon van Praag und der Eva Pimentel. Nach dem Militärdienst 1904 hatte er ein Medizinstudium begonnen und dann bis 1907 eine Theaterschule besucht. Van Praag war als Theaterschauspieler in verschiedenen Ensembles tätig und begann 1926 auch für den Rundfunk zu arbeiten. Er spielte in den 30er Jahren auch in einigen Filmen mit.
Nach der deutschen Besetzung der Niederlande 1940 wurden seine Tätigkeiten aus rassistischen Gründen drastisch eingeschränkt. Van Praag war künstlerischer Leiter der Joodsche Schouwburg in Amsterdam, die für Februar 1942 eine Nelson-Show ankündigte.
Noch im Jahr 1942 wurde van Praag in das KZ Mauthausen deportiert, wo er im Dezember an den Folgen der Misshandlungen, Nierenentzündung und Harnvergiftung, verstarb.
Seine Frau Catharina Carolina Rentmeester überlebte die Kriegszeit.

## Filme
- 1935: De Suikerfreule
- 1936: Klokslag twaalf
- 1936: Rubber
- 1937: De man zonder hart
- 1937: Amsterdam bij nacht